# دوري اسطنبول لكرة القدم 1942–43
دوري اسطنبول لكرة القدم 1942–43 (بالتركية: 1942-43 İstanbul Futbol Ligi)‏ هو موسم من دوري اسطنبول لكرة القدم ‏. فاز فيه نادي بشكتاش.